# MacDonald Taylor
MacDonald Taylor (Puerto España, 27 de agosto de 1957) es un exfutbolista trinitense, nacionalizado virgenense estadounidense. Jugaba como defensa y desarrolló parte de su carrera futbolística en el Chelsea United SC de la liga profesional de las Islas Vírgenes de los Estados Unidos. 

## Trayectoria y Selección Nacional
Se conoce pocos datos acerca de MacDonald Taylor. Se sabe que se trasladó a las Islas Vírgenes de los Estados Unidos en 1974, practicando fútbol de manera amateur y tuvo que esperar hasta 1997, año en que se instauró el primer torneo de fútbol profesional en las Islas Vírgenes de los Estados Unidos para poder jugar como profesional. Lo hizo para el Chelsea United SC. Sus buenas actuaciones en la liga doméstica le valieron para ser convocado al año siguiente, disputando el primer partido de la historia de este territorio no incorporado el 21 de marzo de 1998 contra las Islas Vírgenes Británicas, en un partido que finalizó con victoria a favor de los suyos por 1-0.
Se sabe, además que participó con su selección de adopción en la Eliminatorias al Mundial Corea-Japón 2002 y Mundial Alemania 2006; así como también en las eliminatorias a la Copa del Caribe.
Hizo historia el 18 de febrero de 2004 en Charlotte Amalie, al convertirse en el jugador más viejo en disputar un partido clasificatorio al Mundial (46 años y 180 días); en este caso, contra San Cristóbal y Nieves, en un encuentro que finalizó con marcador a favor de los visitantes por 0-4. Volvió a batir el propio récord que impuso en febrero al jugar el duelo de vuelta (con resultado 7-0 a favor de San Cristóbal y Nieves) en Basseterre el 31 de marzo de ese mismo año (ya con 46 años y 222 días). Además, dicho partido fue el último que jugó para las Islas Vírgenes estadounidenses.
Taylor comenzó jugando como delantero, pero con el paso de los años fue retrocediendo de posición hasta terminar como defensa, según narró el mismo jugador en una entrevista que le concedió a la FIFA tras conseguir el récord de ser el jugador con más edad en jugar partidos de eliminatorias mundialistas.
Se retiró del fútbol en el 2006, con el equipo en que empezó a jugar en territorio virgenense: Chelsea United SC. 
Tiene un hijo: MacDonald Taylor Jr., que actualmente juega para el combinado nacional.

## Clubes
| Club              | País                                 | Año         |
| ----------------- | ------------------------------------ | ----------- |
| Zubeldí Club      | Islas Vírgenes de los Estados Unidos | 1988 - 1996 |
| Chelsea United SC | Islas Vírgenes de los Estados Unidos | 1997 - 2006 |